# Открытый чемпионат Франции по теннису 2005
Открытый чемпионат Франции 2005 — 104-й розыгрыш ежегодного профессионального теннисного турнира серии Большого шлема, проводящегося во французском Париже на кортах местного теннисного центра «Roland Garros». Традиционно выявляются победители соревнования в девяти разрядах: в пяти — у взрослых и четырёх — у старших юниоров.
В 2005 году матчи основных сеток прошли с 23 мая по 5 июня. Соревнование традиционно завершало основной сезон турниров серии на данном покрытии.
Прошлогодние победители среди взрослых:
- в мужском одиночном разряде —  Гастон Гаудио
- в женском одиночном разряде —  Анастасия Мыскина
- в мужском парном разряде —  Ксавье Малисс и  Оливье Рохус
- в женском парном разряде —  Вирхиния Руано Паскуаль и  Паола Суарес
- в смешанном парном разряде —  Татьяна Головин и  Ришар Гаске

## Соревнования

### Взрослые

#### Мужчины. Одиночный турнир
Рафаэль Надаль обыграл  Мариано Пуэрту со счётом 6-7(6), 6-3, 6-1, 7-5.
- представитель Испании выигрывает французский турнир серии в 3-й раз за последние четыре года.
- представитель Аргентины играет в финале французского турнира серии 2-й год подряд.

#### Женщины. Одиночный турнир
Жюстин Энен-Арденн обыграла  Мари Пьерс со счётом 6-1, 6-1.
- Энен-Аденн выигрывает 1-й титул в сезоне и 4-й за карьеру на соревнованиях серии.
- Пьерс уступает 1-й финал в сезоне и 3-й за карьеру на соревнованиях серии.

#### Мужчины. Парный турнир
Йонас Бьоркман /  Максим Мирный обыграли  Боба Брайана /  Майка Брайана со счётом 2-6, 6-1, 6-4.
- Бьоркман выигрывает 1-й титул в сезоне и 8-й за карьеру на соревнованиях серии.
- Мирный выигрывает 1-й титул в сезоне и 3-й за карьеру на соревнованиях серии.

#### Женщины. Парный турнир
Вирхиния Руано Паскуаль /  Паола Суарес обыграли  Кару Блэк /  Лизель Хубер со счётом 4-6, 6-3, 6-3.
- Руано Паскуаль выигрывает 1-й титул в сезоне и 8-й за карьеру на соревнованиях серии.
- Суарес выигрывает 1-й титул в сезоне и 8-й за карьеру на соревнованиях серии.

#### Микст
Даниэла Гантухова /  Фабрис Санторо обыграли  Мартину Навратилову /  Леандра Паеса со счётом 3-6, 6-3, 6-2.
- Гантухова выигрывает 1-й титул в сезоне и 3-й за карьеру на соревнованиях серии.
- Санторо выигрывает дебютный титул на соревнованиях серии.

### Юниоры

#### Юноши. Одиночный турнир
Марин Чилич обыграл  Анталя ван дер Дёйма со счётом 6-3, 6-1.
- представитель бывшей СФРЮ побеждает на соревнованиях серии впервые с 2001 года.

#### Девушки. Одиночный турнир
Агнеш Савай обыграла  Йоану-Ралуку Олару со счётом 6-2, 6-1.
- представительница Венгрии побеждает на соревнованиях серии впервые с 2000 года.

#### Юноши. Парный турнир
Эмилиано Масса /  Леонардо Майер обыграли  Сергея Бубку /  Жереми Шарди со счётом 2-6, 6-3, 6-4.
- представитель Аргентины побеждает на соревнованиях серии впервые с 2001 года.

#### Девушки. Парный турнир
Виктория Азаренко /  Агнеш Савай обыграли  Йоану-Ралуку Олару /  Амину Рахим со счётом 4-6, 6-4, 6-0.
- Азаренко выигрывает 2-й титул в сезоне и 3-й за карьеру на соревнованиях серии.
- представительница Венгрии побеждает на соревнованиях серии впервые с 2000 года.